# Preescritura
La pre-escritura es la primera etapa del proceso de escritura, típicamente seguida de redacción, revisión, edición y publicación.
La pre-escritura puede consistir en una combinación de esquema, diagramación, guion gráfico, clustering (para una técnica similar a la agrupación, ver mindmapping).
Si no tienes idea como hacerle escribe tambien: Titulo,personajes,nombre del autor@ u otros.

## Motivación y conocimiento del público
La pre-escritura por lo general empieza con la motivación y el conocimiento del público: qué es lo que el estudiante o escritor está intentando comunicar, por qué es importante comunicarlo bien y quién es la audiencia para esta comunicación. Ayuda poner en papel los pensamientos acerca de lo que se desea escribir.  Los escritores normalmente empiezan con una idea clara de su audiencia, el contenido y la importancia de su comunicación; a veces, uno de estas necesidades requieren ser aclaradas para la mejor comunicación. Los escritores estudiantes encuentran la motivación especialmente difícil porque están escribiendo para un profesor o para un curso, en lugar de para una audiencia real. A menudo los profesores intentan encontrar una audiencia real para sus estudiantes pidiéndoles que lean a las clases más jóvenes o a familiares, escribiendo para que otros lean, escribiendo un blog o escribiendo sobre temas reales, como una carta al editor de un periódico local.

## Eligiendo un tema
Una tarea importante en pre-escritura es elegir un tema y luego reducirlo a una longitud para que pueda cubrir un espacio permitido. La narración oral es una manera eficaz de buscar un buen tema para una narración personal. Los escritores pueden contar rápidamente una historia y juzgar por las reacciones de los oyentes si será un tema interesante para escribir.
Otra forma de encontrar un tema es la escritura libre, un método popularizado por Peter Elbow. Con la escritura libre, usted escribe cualquier y cada idea que le viene a la mente. Esto también podría ser una exploración escrita sobre su conocimiento actual de un tema amplio, con la idea de que usted está buscando un tema concreto para escribir. A menudo la escritura libre es cronometrada. El escritor es instruido a seguir escribiendo hasta que el período de tiempo termina, lo que le anima a seguir escribiendo más allá de las ideas preconcebidas esperando encontrar un tema más interesante.
Muchos otros métodos de elección de un tema se superponen con otra preocupación de la pre-escritura, sobre investigar o reunir información. La lectura es eficaz en ambos casos escogiendo y achicando un tema y reuniendo información para incluir en la escritura. Como escritor lee otros trabajos,  expande ideas, abre posibilidades y puntos hacia opciones para temas y narra contenido concreto para la eventual escritura. Un método tradicional de seguimiento del contenido leído es la creación de tarjetas de notas con pedazos de información por tarjeta. Los escritores también necesitan documentar música, fotos, sitios de web, entrevistas, y cualquiera otra fuente utilizada para prevenir plagio.
Además leyendo lo de otros también hace observaciones originales relacionadas con un tema. Esto requiere visitas in situ, experimentación con algo, o encontrar original o documentos históricos primarios. Los escritores interaccionan con el encuadre o materiales y hacen observaciones sobre su experiencia. Para escritura fuerte, especial atención tendría que ser dada a detalles sensoriales (lo qué el escritor oye, prueba, toca, huele y siente). Mientras reúnen material, los escritores a menudo prestan atención especial al vocabulario utilizado para hablar del tema. Esto incluiría el slang, terminología específica, traducciones de términos, y las frases típicas que se utilizan. El escritor a menudo busca definiciones, sinónimos y encuentra formas en que diferentes personas usan la terminología. Listas, revistas, conferencias de maestros y alumnos, dibujos ilustrados, utilizar la imaginación, reafirmar un problema de maneras múltiples, mirar vídeos, inventariar intereses – estos son algunos de los otros métodos para reunir información.

## Discutiendo información
Después de leer y observar, a menudo los escritores necesitan discutir el material. Pueden hacer una lluvia de ideas con un grupo de temas o cómo limitar un tema. O bien, pueden discutir eventos, ideas e interpretaciones con una sola persona. La narración oral puede volver a entrar, ya que el escritor lo convierte en una narrativa, o simplemente trata formas de usar la nueva terminología. A veces los escritores dibujan o utilizan la información como base para la obra de arte como una forma de entender mejor el material.

## Limitando el tema
Limitar un tema es un paso importante de pre-escritura. Por ejemplo, una narrativa personal de cinco páginas podría ser limitada a un incidente que ocurrido en un período de tiempo de treinta minutos . Este período de tiempo restringido significa que el escritor tiene que ir más despacio y contar el momento a momento con muchos detalles. Por el contrario, un ensayo de cinco páginas sobre un viaje de tres días sólo rozaría la superficie de la experiencia. El escritor debe considerar de nuevo los objetivos de la comunicación - contenido, audiencia, importancia de la información - pero agregando a esto una consideración del formato para la escritura. Él o ella tendrían que considerar cuánto espacio está dejando para la comunicación y ¿qué se puede comunicar efecitvamente dentro de aquel espacio?

## Organizando contenido
En este punto, el escritor debe considerar la organización del contenido. Esbozar una estructura jerárquica es una de las estrategias típicas, y normalmente incluye tres o más niveles en la jerarquía. Los esbozos típicos están organizados por cronología, relaciones espaciales, o por subtópicos. Otros esbozos podrían incluir secuencias a lo largo de un continuum: grande a pequeño, viejo a nuevo, etc. Clustering es una técnica de crear una red visual que representa asociaciones entre ideas, es otra ayuda para crear estructura, porque revela relaciones. Storyboarding es un método de dibujar croquis rústicos para planear un libro de fotos, un guion de película, una novela gráfica u otra ficción.

## Adquisición del desarrollo de habilidades organizativas
Si bien la información sobre la secuencia de desarrollo de las habilidades de organización es incompleta, la información anecdótica sugiere que los niños siguen esta secuencia áspera:  1) clasificar en categorías, 2) estructurar las categorías en un orden específico para la mejor comunicación, usando criterios para captar la atención de los lectores en la apertura, 3) dentro de una categoría, secuencia de información en un orden específico para la mejor comunicación, utilizando criterios como lo que mejor persuadirá a una audiencia. En cada nivel, es importante que los escritores estudiantes discutan sus decisiones; deben entender que las categorías de un determinado tema podrían estructurarse de varias maneras diferentes, todas correctas. Una habilidad final adquirida es la capacidad de omitir información que no es necesaria para comunicarse eficazmente.
Incluso más esbozada es la información sobre qué tipos de organización se adquieren en primer lugar, pero la información anecdótica y la investigación sugiere que incluso los niños pequeños entienden la información cronológica, haciendo narrativas el tipo más fácil de escritura del estudiante. La escritura persuasiva suele requerir un pensamiento lógico y los estudios sobre el desarrollo infantil indican que el pensamiento lógico no está presente hasta que el niño tiene entre 10 y 12 años de edad, lo que lo convierte en una de las últimas habilidades de escritura que debe adquirir. Antes de esta edad, la escritura persuasiva dependerá principalmente de argumentos emocionales.

## Escribiendo pruebas
Los escritores también usan la fase de pre-escritura para experimentar formas de expresar ideas. Para la narración oral, un escritor puede contar una historia tres veces, pero cada vez comienza en un momento diferente, incluye o excluye información, termina en un momento o lugar diferente. Los escritores a menudo tratan de escribir la misma información pero utilizando diferentes voces, en busca de la mejor manera de comunicar esta información o contar esta historia.

## Recursión
La pre-escritura es recursiva, esto es,  puede ocurrir en cualquier tiempo en el proceso de escritura y puede regresar varios veces. Por ejemplo, después de un primer borrador, un escritor puede necesitar regresar a una etapa de recolección de información, o puede necesitar hablar el material con alguien, o puede necesitar ajustar el esbozo. Mientras el proceso de escritura es discutido en distintas etapas, en realidad, a menudo se superponen y el círculo comienza de nuevo sobre otra.

## Variables
La pre-escritura varía dependiendo de la tarea de escritura o modo retórico. La ficción requiere más imaginación, mientras ensayos informativos o la escritura expositiva requiere organización más fuerte. La escritura persuasiva considera no solo la información para ser comunicada, sino más como cambiar las ideas o las convicciones del lector. Los cuentos populares requerirán una lectura extensa del género para aprender convenciones comunes. Cada tarea de escritura requerirá una selección diferente de estrategias de pre-escritura, utilizadas en un orden diferente.

## Tecnología
Las herramientas tecnológicas son a menudo utilizadas en tareas de pre-escritura, incluyendo procesadores de texto, hojas de cálculo y programas de publicación; aun así, la tecnología parece para ser más útil en la revisión, edición y fases de publicación de pre-escritura.

## Escribiendo pruebas
La enseñanza de la escritura como proceso es una práctica pedagógica aceptada, pero existe una creciente preocupación de que las pruebas de escritura no permitan el proceso completo de escritura, especialmente cortando el tiempo necesario para las tareas previas a la escritura.